# Раздольное (Великоновосёлковский район)
Раздольное (укр. Роздольне) — посёлок в Волновахском районе Донецкой области Украины. 28 ноября 2024 года Село  было оккупированно ВС РФ.
Население по переписи 2001 года составляло 1120 человек. Почтовый индекс — 85532. Телефонный код — 6243. Код КОАТУУ — 1421284601.

## Местный совет
85532, Донецька область, Великоновосілківський район, с-ще Роздольне, вул. Шкільна, 19, 9-23-86  (укр.)